# Castets
Castets – miejscowość i gmina we Francji, w regionie Nowa Akwitania, w departamencie Landy.
Według danych na rok 1990 gminę zamieszkiwało 1719 osób, a gęstość zaludnienia wynosiła 19 osób/km² (wśród 2290 gmin Akwitanii Castets plasuje się na 242. miejscu pod względem liczby ludności, natomiast pod względem powierzchni na miejscu 41.).